# While You Were Sleeping (série télévisée)
Pour les articles homonymes, voir While You Were Sleeping.
While You Were Sleeping (hangeul : 당신이 잠든 사이에 ; RR : Dangsini jamdeun saie, "Pendant que tu dormais") est une série télévisée sud-coréenne diffusée entre le 2 décembre 2016 et le 21 janvier 2017 sur SBS avec Lee Jong-suk, Bae Suzy, Lee Sang-yeob, Jung Hae-in et Ko Sung-hee,,.

## Synopsis
Hong-joo (Bae Suzy) vit avec sa mère et l'aide à gérer un restaurant de porc. Elle est hantée par les futures morts dont elle rêve. Ce qui est pire, c'est qu'elle ne sait pas quand ces évenements se réaliseront mais elle essaie d'empêcher ses rêves de devenir réalité.
Pendant ce temps, Jae-chan (Lee Jong-suk) est un procureur recrue. Il rencontre Yoo-bum (Lee Sang-yeob) au bureau du procureur. Yoo-bum était son tuteur privé durant son adolescence, mais un incident malheureux a fait que Jae-chan ne l'aime pas. Yoo-bum était procureur, mais il travaille maintenant comme avocat et prend n'importe quel cas lui rapportant de l'argent.
Jae-chan et son jeune frère emménagent dans une nouvelle maison et deviennent les voisins de Hong-joo. Une nuit, Jae-chan rêve que Yoo-bum conduit la voiture de Hong-joo et cela mène à une série d'événements, dont la mort de la mère de Hong-joo puis celle de Hong-joo. Quand Jae-chan sent que son rêve est sur le point de devenir réel, il prend des mesures extrêmes pour l'arrêter. Yoo-bum devient furieux contre Jae-chan, mais Hong-joo le prend dans ses bras et le remercie. À la suite de l'incident, Jae-chan et Hong-joo se recroisent et travaillent ensemble pour résoudre d'autres cas.

## Distribution

### Acteurs principaux
- Lee Jong-suk as Jung Jae-chan
  - Nam Da-reum : Jung Jae-chan (jeune)
- Bae Suzy : Nam Hong-joo
  - Shin Yi-joon : Nam Hong-joo (jeune)
- Lee Sang-yeob : Lee Yoo-bum
  - Yeo Hoe-hyun : Lee Yoo-bum
- Jung Hae-in as Han Woo-tak
- Ko Sung-hee as Shin Hee-min

### Acteurs secondaires
- Kim Won-hae : Choi Dam-dong
  - Lee Jae-kyun : Choi Dam-dong (jeune)
- Min Sung-wook : Lee Ji-kwang
- Bae Hae-sun : Son Woo-joo
- Lee Ki-young : Park Dae-young
- Park Jin-joo : Moon Hyang-mi
- Son San : Min Jung-ha
- Lee Bong-ryeon : Ko Pil-suk
- Shin Jae-ha : Jung Seung-won
- Hwang Young-hee : Yoon Moon-sun

### Autres
- Lee Yoo-joon : Oh Kyung-han
- Oh Eui-sik : Bong Du-hyun
- Huh Jun-suk : Dong-kyun
- Pyo Ye-jin : Cha Yeo-jung
- Yoo In-soo : Choi Jae-seong

### Apparitions spéciales
- Kim So-hyun

## Diffusion
- SBS (2017)
- Sony One (2017)
- EBC (2017-2018)
- GMA Network (2018)

## Classements
Dans le tableau ci-dessous, les chiffres bleus représentent les scores, et les chiffres rouges représentent les plus hauts scores.
| Nb. d'épisodes | Date de diffusion originale | Titre                                                                                           | Audience moyenne | Audience moyenne            | Audience moyenne | Audience moyenne            |
| Nb. d'épisodes | Date de diffusion originale | Titre                                                                                           | Scores TNmS      | Scores TNmS                 | AGB Nielsen      | AGB Nielsen                 |
| Nb. d'épisodes | Date de diffusion originale | Titre                                                                                           | National         | Région de la capitale Séoul | National         | Région de la capitale Séoul |
| -------------- | --------------------------- | ----------------------------------------------------------------------------------------------- | ---------------- | --------------------------- | ---------------- | --------------------------- |
| 1              | 27 septembre 2017           | While You Were Sleeping (당신이 잠든 사이에, "Pendant que tu dormais")                          | 8.2%             | 9.1%                        | 7.2%             | 8.1%                        |
| 2              | 27 septembre 2017           | While You Were Sleeping (당신이 잠든 사이에, "Pendant que tu dormais")                          | 9.4%             | 10.8%                       | 9.2%             | 10.4%                       |
| 3              | 28 septembre 2017           | The Good, The Bad, The Weird (좋은놈 나쁜놈 이상한놈, "Le bon, le mauvais et l'étrange")        | 8.0%             | 8.7%                        | 8.3%             | 9.8%                        |
| 4              | 28 septembre 2017           | The Good, The Bad, The Weird (좋은놈 나쁜놈 이상한놈, "Le bon, le mauvais et l'étrange")        | 9.3%             | 10.2%                       | 9.2%             | 10.9%                       |
| 5              | 4 octobre 2017              | Secretly, Greatly (은밀하게 위대하게, "Secrètement, grandement")                                | 5.0%             | 5.2%                        | 5.1%             | 5.6%                        |
| 6              | 4 octobre 2017              | Secretly, Greatly (은밀하게 위대하게, "Secrètement, grandement")                                | 5.5%             | 5.7%                        | 6.1%             | 7.0%                        |
| 7              | 5 octobre 2017              | A Few Good Men (어 퓨 굿 맨, "Quelques bons hommes")                                            | 8.3%             | 8.2%                        | 7.9%             | 8.2%                        |
| 8              | 5 octobre 2017              | A Few Good Men (어 퓨 굿 맨, "Quelques bons hommes")                                            | 9.6%             | 9.9%                        | 8.9%             | 9.6%                        |
| 9              | 11 octobre 2017             | Don't Trust Her (그녀를 믿지 마세요, "Ne lui fais pas confiance")                               | 7.8%             | 9.3%                        | 8.1%             | 10.0%                       |
| 10             | 11 octobre 2017             | Don't Trust Her (그녀를 믿지 마세요, "Ne lui fais pas confiance")                               | 8.9%             | 10.2%                       | 9.4%             | 11.5%                       |
| 11             | 12 octobre 2017             | City of the Blind (눈먼자들의 도시, "La ville des aveugles")                                    | 7.5%             | 7.8%                        | 8.9%             | 10.3%                       |
| 12             | 12 octobre 2017             | City of the Blind (눈먼자들의 도시, "La ville des aveugles")                                    | 8.5%             | 8.9%                        | 9.7%             | 11.8%                       |
| 13             | 18 octobre 2017             | Secret That Can't Be Told (말할수 없는 비밀, "Un secret innommable")                            | 7.6%             | 9.5%                        | 8.6%             | 9.5%                        |
| 14             | 18 octobre 2017             | Secret That Can't Be Told (말할수 없는 비밀, "Un secret innommable")                            | 9.1%             | 11.4%                       | 10.0%            | 11.3%                       |
| 15             | 19 octobre 2017             | Pride and Prejudice (오만과 편견, "Orgueil et préjugés")                                        | 7.1%             | 7.7%                        | 7.9%             | 8.9%                        |
| 16             | 19 octobre 2017             | Pride and Prejudice (오만과 편견, "Orgueil et préjugés")                                        | 8.0%             | 8.9%                        | 8.9%             | 9.9%                        |
| 17             | 25 octobre 2017             | The Usual Suspect (유주얼 서스펙트, "Le suspect usuel")                                         | 7.7%             | 8.1%                        | 7.8%             | 7.9%                        |
| 18             | 25 octobre 2017             | The Usual Suspect (유주얼 서스펙트, "Le suspect usuel")                                         | 8.8%             | 9.7%                        | 8.9%             | 10.0%                       |
| 19             | 26 octobre 2017             | Boy Meets Girl (소년, 소녀 만나다, "Garçon rencontre fille")                                    | 6.5%             | 7.0%                        | 8.3%             | 9.6%                        |
| 20             | 26 octobre 2017             | Boy Meets Girl (소년, 소녀 만나다, "Garçon rencontre fille")                                    | 7.4%             | 8.7%                        | 8.9%             | 10.3%                       |
| 21             | 1er novembre 2017           | To Die or to be Bad (죽거나 혹은 나쁘거나, "Mourir ou être mauvais")                            | 6.5%             | 7.6%                        | 6.9%             | 7.9%                        |
| 22             | 1er novembre 2017           | To Die or to be Bad (죽거나 혹은 나쁘거나, "Mourir ou être mauvais")                            | 7.6%             | 8.9%                        | 8.4%             | 9.7%                        |
| 23             | 2 novembre 2017             | Knocking on Heaven's Door (노킹온 헤븐스 도어, "Frapper à la porte du ciel")                    | 7.0%             | 7.1%                        | 7.3%             | 8.3%                        |
| 24             | 2 novembre 2017             | Knocking on Heaven's Door (노킹온 헤븐스 도어, "Frapper à la porte du ciel")                    | 8.2%             | 9.0%                        | 8.6%             | 9.9%                        |
| 25             | 8 novembre 2017             | We're on Our Way To Meet You Now (지금 만나러 갑니다, "Nous allons vous rencontrer maintenant") | 5.7%             | 7.2%                        | 6.8%             | 8.2%                        |
| 26             | 8 novembre 2017             | We're on Our Way To Meet You Now (지금 만나러 갑니다, "Nous allons vous rencontrer maintenant") | 6.8%             | 8.4%                        | 8.6%             | 10.0%                       |
| 27             | 9 novembre 2017             | Catch Me if You Can (캐치미 이프유캔, "Attrape-moi si tu peux")                                 | 7.7%             | 9.3%                        | 7.7%             | 8.9%                        |
| 28             | 9 novembre 2017             | Catch Me if You Can (캐치미 이프유캔, "Attrape-moi si tu peux")                                 | 8.7%             | 10.1%                       | 9.6%             | 11.3%                       |
| 29             | 15 novembre 2017            | Stand By Me (스탠 바이 미, "Soutenez-moi")                                                      | 7.2%             | 8.1%                        | 8.1%             | 9.3%                        |
| 30             | 15 novembre 2017            | Stand By Me (스탠 바이 미, "Soutenez-moi")                                                      | 8.7%             | 10.0%                       | 9.6%             | 11.0%                       |
| 31             | 16 novembre 2017            | Goodbye, My Friend (굿 바이 마이 프랜드, "Adieu, mon ami")                                      | 7.6%             | 8.6%                        | 8.7%             | 10.0%                       |
| 32             | 16 novembre 2017            | Goodbye, My Friend (굿 바이 마이 프랜드, "Adieu, mon ami")                                      | 8.7%             | 9.5%                        | 9.7%             | 10.9%                       |
| Moyenne        | Moyenne                     | Moyenne                                                                                         | 7.7%             | 8.7%                        | 8.3%             | 9.5%                        |

## Bande-originale
1. When Night Falls (긴 밤이 오면) - Eddy Kim
2. It's You - Henry Lau
3. You Belong to My World (좋겠다) - Roy Kim
4. I Love You Boy - Bae Suzy
5. While You Were Sleeping (당신이 잠든 사이에) - Brother Su, SE O
6. Lucid Dream (자각몽) - Monogram
7. I Miss You Today Too (오늘도 그리워 그리워) - Davichi
8. Maze (미로) - Kim Na-young
9. Come To Me (내게 와) - Lee Jong-suk
10. IF - Jung Joon-il
11. I'll Tell It (말할게) - Jang Da-bin
12. Would You Know (그대는 알까요) - Lee Jong-suk
13. Words I Want To Hear (듣고 싶은 말) - Bae Suzy

## Prix et nominations
| Année | Prix                     | Catégorie                               | Destinataire              | Résultat   |
| ----- | ------------------------ | --------------------------------------- | ------------------------- | ---------- |
| 2017  | 2nd Asia Artist Awards   | Meilleure actrice                       | Bae Suzy                  | Lauréat    |
| 2017  | Mnet Asian Music Awards  | Meilleure chanson de la bande originale | Bae Suzy – I Love You Boy | Nomination |
| 2018  | Korea First Brand Awards | Meilleure série                         | While You Were Sleeping   | Lauréat    |